# No ploro mai
No ploro mai (originalment en polonès, Jak najdalej stąd) és una pel·lícula dramàtica polonesa dirigida per Piotr Domalewski. El 5 de gener de 2022 es va estrenar als cinemes el doblatge en català.

## Argument
L'Ola ha de viatjar a Irlanda per traslladar a Polònia el cos del seu pare, mort en un accident laboral en el sector de la construcció. Lluny d'interessar-se per ell, l'Ola vol saber si el seu pare va estalviar els diners necessaris per al cotxe que li havia promès. Mentre se les manega per trampejar la burocràcia estrangera utilitzant la seva picardia, comença a conèixer el seu pare.